# Microbiologie

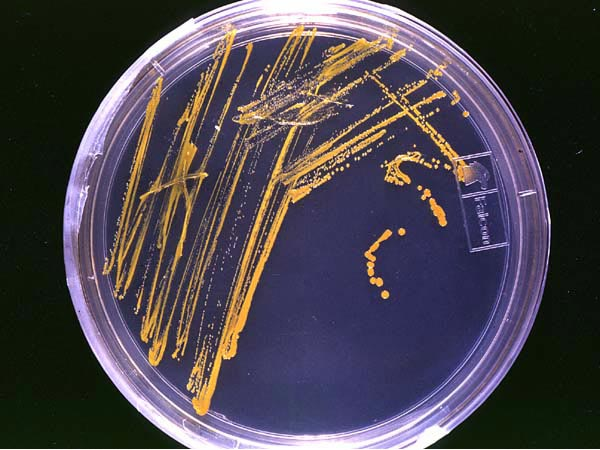
Kolonies micro-organismen.

De microbiologie is een biologische vakwetenschap. Microbiologen onderzoeken micro-organismen, met name bacteriën,  gisten (eencellige schimmels), en virussen. 
Bij het microbiologische onderzoek ligt het accent op de biochemische, fysiologische en ecologische aspecten van micro-organismen. Ziekteverwekkende micro-organismen of pathogenen zijn vanouds het onderzoeksdomein van de medische en veterinaire microbiologie.

## Geschiedenis

### Spontane generatie
Tientallen eeuwen voor Christus werd er al bier gebrouwen, met gist. De Bijbel vermeldt broodbakken met of zonder zuurdesem. De conservering van melk door verzuring is al even oud. Men geloofde sedert Aristoteles dat alles door spontane generatie tot stand kwam. Later geloofde men niet meer in de spontane generatie van organismen.
Antoni van Leeuwenhoek, die als een van de eersten successen behaalde met de microscoop, beschreef en tekende kleine, bewegende - dus levende - "dierkens" in regenwater (1677) en tandplak (1684) en stelde hun bestaan daarmee vast. De discussie over spontane generatie ontbrandde opnieuw. Joseph Needham stelde dat in een gesloten fles gekookte bouillon vanzelf "kleine diertgens" groeiden. Lazzaro Spallanzani toonde in 1799 experimenteel aan dat zij al in de fles of op de kurk zaten of met lucht binnen kwamen, en dat "sporen" koken weerstaan. Gerald Schröder ontdekte de wattenprop die besmetting tegenhoudt, maar zuurstof doorlaat. Louis Pasteur beëindigde de strijd in 1861 door te laten zien dat Tyndalls luchtstofjes vele microorganismen bevatten en dat bouillon opgekookt in een open Balardkolf steriel blijft.

### Micro-organismen
Pasteur vond micro-organismen in bodem, water en lucht. Pasteurs studies over fermentatie door melkzuurbacteriën, en van alcoholische gisting door gisten, leerden dat verschillende organismen verschillende biochemische reacties voltrekken, en een verschillende rol vervullen in natuurlijke afbraakprocessen. Tegenover von Liebig die alle ontleding van organische stof aan spontane enzymatische autolyse toeschreef, vormde dit de basis voor de ontdekking van micro-organismen als consumenten van organische stof, als oorzaak van bederf en, als veroorzakers van ziekten bij mens, plant of dier.

### Micro-organismen als ziekteverwekker
In 1547 schreef Girolamo Fracastoro uit het Italiaanse Verona ziekten toe aan kiemen (seminaria) die door voorwerpen, door direct contact en zelfs op afstand konden worden overgebracht. Deze interpretatie van epidemiologische gegevens kon echter geen stand houden zonder feitelijke gegevens. In 1846 bestreed Ignác Semmelweis met succes de kraamvrouwenkoorts door zorgvuldige desinfectie van de handen met een chlooroplossing. Ruim 20 jaar later, in 1867, schreef Joseph Lister de infectie van open fracturen toe aan het binnendringen van bacteriën en bestreed wondinfecties met carbol. Nog iets later toonde Klebs de aanwezigheid van bacteriën in weefsel en bloed bij wondsepsis microscopisch aan. In 1876 wees Robert Koch de bacterie Bacillus anthracis aan als veroorzaker van miltvuur bij het vee (de wijze waarop Koch zijn bewijsvoering ten uitvoer bracht staat heden nog steeds bekend als de Trias van Koch). Toen Koch in 1883 meerdere demonstraties met de verwekker van cholera (nu bekend als Vibrio cholerae) en in 1903 van de verwekker van buiktyfus (Salmonella typhi) uitvoerde, werd men meer bewust van hygiëne, en werd er meer aandacht besteed aan de afvoer van afvalwater.
Het was dus duidelijk dat de veroorzakers van de genoemde ziekten micro-organismen waren. 

### Andere belangrijke personen in de geschiedenis van de microbiologie
- Edward Jenner (1749 — 1823), de eerste vaccinatie voor bescherming tegen pokken middels infectie met het koepokkenvirus; inenting met vaccinia.
- Ilja Iljitsj Metsjnikov (1845 – 1916) beschreef een belangrijk afweermechanisme van de gastheer, de fagocytose.
- Richard Pfeiffer ontdekte de werking van het complement.
- Armauer Hansen (1841 – 1912) was de ontdekker van de eerste bacil in 1873
- Robert Koch (1843 – 1910) toont aan dat een koortsende ziekte het gevolg was van een bacterie.
- Georges Widal en Max von Gruber beschreven het proces van agglutinatie.
- Rudolf Kraus (1868-1932) beschrijft immunoprecipitatie
- Alexander Fleming (1881-1955) ontdekte het eerste toepasbare antibioticum, penicilline, in 1929 in de schimmel Penicillium chrysogenum.
- Martinus Beijerinck (1851 – 1931), die de medische bacteriologie verhief tot algemene bacteriologie door zijn niet-medisch onderzoek en zijn ontdekking van de virussen.